# Settimana Internazionale di Coppi e Bartali 2010
La Settimana Internazionale di Coppi e Bartali 2010, venticinquesima edizione della corsa e dodicesima con questa denominazione, si svolse dal 23 al 27 marzo 2010 su una distanza totale di 816,3 km. Fu vinta dall'italiano Ivan Santaromita, che concluse la gara in 20h12'50".

## Percorso
La novità rispetto alla precedente edizione fu l'allungamento della cronosquadre e la sua partenza spostata da Misano Adriatico a Riccione. La prima tappa non subì grandi modifiche di percorso rispetto all'edizione precedente, suddivisa in due semitappe con il circuito di Riccione (8,9 km da ripetere otto volte) la mattina e la cronometro a squadre da Riccione a Riccione nel pomeriggio. Dalla provincia di Rimini la corsa si trasferì in Bologna per la partenza della terza tappa che prese il via da San Lazzaro di Savena e arrivò dopo 175 km a Faenza.
Il Comune di Pavullo ospitò la partenza della terza tappa, con arrivo in medesima sede dopo un percorso di 185,3 km. La quarta tappa vide il via da Rovigo e arrivo a Finale Emilia dopo 183,8 km. La tappa conclusiva di sabato 27 marzo da Fiorano Modenese a Sassuolo concluse le fatiche dei corridori per l'edizione 2010.

## Tappe
| Tappa  | Data     | Percorso                              | km    | Vincitore di tappa | Leader cl. generale |
| ------ | -------- | ------------------------------------- | ----- | ------------------ | ------------------- |
| 1ª-1ª  | 23 marzo | Riccione > Riccione                   | 81,2  | Francesco Chicchi  | Francesco Chicchi   |
| 1ª-2ª  | 23 marzo | Riccione > Riccione (cron. a squadre) | 15,6  | Liquigas-Doimo     | Francesco Chicchi   |
| 2ª     | 24 marzo | San Lazzaro di Savena > Faenza        | 175,1 | José Serpa         | Oliver Zaugg        |
| 3ª     | 25 marzo | Pavullo                               | 185,3 | Przemysław Niemiec | Ivan Santaromita    |
| 4ª     | 26 marzo | Rovigo > Finale Emilia                | 183,8 | Marko Kump         | Ivan Santaromita    |
| 5ª     | 27 marzo | Fiorano Modenese > Sassuolo           | 178,5 | Bartosz Huzarski   | Ivan Santaromita    |
| Totale | Totale   | Totale                                | 816,3 |                    |                     |

## Squadre e corridori partecipanti
| N.    | Cod. | Squadra              |
| ----- | ---- | -------------------- |
| 1-8   | LAM  | Lampre-Farnese Vini  |
| 11-18 | LIQ  | Liquigas-Doimo       |
| 21-28 | FLM  | Ceramica Flaminia    |
| 31-38 | ISH  | ISD-Neri             |
| 41-48 | DER  | De Rosa-Stac Plastic |
| 51-58 | COG  | Colnago-CSF Inox     |
| 61-68 | ASA  | Acqua & Sapone       |
| 71-78 | CMO  | Carmiooro-N.G.C.     |
| 81-88 | AND  | Androni Giocattoli   |

| N.      | Cod. | Squadra                         |
| ------- | ---- | ------------------------------- |
| 91-98   | VBG  | Vorarlberg-Corratec             |
| 111-118 | PSK  | PSK Whirlpool-Author            |
| 121-128 | MIE  | Miche                           |
| 131-138 | ADR  | Adria Mobil                     |
| 141-148 | AMO  | Amore & Vita-Conad              |
| 151-158 | RAR  | Zheroquadro-Radenska            |
| 161-168 | CDC  | CDC-Cavaliere                   |
| 171-178 | BUC  | Betonexpressz 2000-Universal C. |
| 181-188 | VMC  | Burgos 2016-Castilla y León     |

## Dettagli delle tappe

### 1ª tappa-1ª semitappa
- 23 marzo: Riccione > Riccione – 81,2 km

Risultati
| Pos. | Corridore         | Squadra  | Tempo    |
| ---- | ----------------- | -------- | -------- |
| 1    | Francesco Chicchi | Liquigas | 1h56'50" |
| 2    | Mattia Gavazzi    | Colnago  | s.t.     |
| 3    | Roberto Ferrari   | De Rosa  | s.t.     |

| Pos. | Corridore         | Squadra  | Tempo    |
| ---- | ----------------- | -------- | -------- |
| 1    | Francesco Chicchi | Liquigas | 1h56'50" |
| 2    | Mattia Gavazzi    | Colnago  | a 2"     |
| 3    | Roberto Ferrari   | De Rosa  | a 4"     |

Descrizione e riassunto
La prima semitappa si corre sull'abituale circuito di Riccione, 8 km e 900 metri da ripetere otto volte. Una sola salita, quella di Scacciano, breve ma vicino al traguardo, ed arrivo sul lungomare.

### 1ª tappa-2ª semitappa
- 23 marzo: Riccione > Riccione – Cronometro a squadre - 15,6 km

Risultati
| Pos. | Squadra              | Tempo  |
| ---- | -------------------- | ------ |
| 1    | Liquigas-Doimo       | 17'51" |
| 2    | De Rosa-Stac Plastic | a 9"   |
| 3    | Lampre-Farnese Vini  | a 15"  |

| Pos. | Corridore         | Squadra  | Tempo    |
| ---- | ----------------- | -------- | -------- |
| 1    | Francesco Chicchi | Liquigas | 2h14'35" |
| 2    | Davide Cimolai    | Liquigas | a 6"     |
| 3    | Mauro Finetto     | Liquigas | s.t.     |

### 2ª tappa
- 24 marzo: San Lazzaro di Savena > Faenza – 175,1 km

Risultati
| Pos. | Corridore         | Squadra       | Tempo    |
| ---- | ----------------- | ------------- | -------- |
| 1    | José Serpa        | Androni Gioc. | 4h11'09" |
| 2    | Fortunato Baliani | Miche         | s.t.     |
| 3    | Riccardo Riccò    | Cer. Flaminia | s.t.     |

| Pos. | Corridore        | Squadra       | Tempo    |
| ---- | ---------------- | ------------- | -------- |
| 1    | Oliver Zaugg     | Liquigas      | 6h26'02" |
| 2    | Ivan Santaromita | Liquigas      | s.t.     |
| 3    | José Serpa       | Androni Gioc. | a 8"     |

### 3ª tappa
- 25 marzo: Pavullo – 185,3 km

Risultati
| Pos. | Corridore          | Squadra       | Tempo    |
| ---- | ------------------ | ------------- | -------- |
| 1    | Przemysław Niemiec | Miche         | 4h47'44" |
| 2    | Ivan Santaromita   | Liquigas      | s.t.     |
| 3    | Riccardo Riccò     | Cer. Flaminia | a 48"    |

| Pos. | Corridore          | Squadra       | Tempo     |
| ---- | ------------------ | ------------- | --------- |
| 1    | Ivan Santaromita   | Liquigas      | 11h13'40" |
| 2    | Riccardo Riccò     | Cer. Flaminia | a 58"     |
| 3    | Przemysław Niemiec | Miche         | a 1'12"   |

### 4ª tappa
- 26 marzo: Rovigo > Finale Emilia – 183,8 km

Risultati
| Pos. | Corridore       | Squadra     | Tempo    |
| ---- | --------------- | ----------- | -------- |
| 1    | Marko Kump      | Adria Mobil | 4h20'59" |
| 2    | Simone Ponzi    | Lampre      | s.t.     |
| 3    | Claudio Corioni | De Rosa     | s.t.     |

| Pos. | Corridore          | Squadra       | Tempo     |
| ---- | ------------------ | ------------- | --------- |
| 1    | Ivan Santaromita   | Liquigas      | 15h34'39" |
| 2    | Przemysław Niemiec | Miche         | a 1'43"   |
| 3    | José Serpa         | Androni Gioc. | a 2'25"   |

### 5ª tappa
- 27 marzo: Rovigo > Finale Emilia – 183,8 km

Risultati
| Pos. | Corridore        | Squadra       | Tempo    |
| ---- | ---------------- | ------------- | -------- |
| 1    | Bartosz Huzarski | ISD-Neri      | 4h36'09" |
| 2    | Stefano Borchi   | De Rosa       | a 42"    |
| 3    | Luca Ascani      | CDC-Cavaliere | a 2'00"  |

| Pos. | Corridore          | Squadra | Tempo     |
| ---- | ------------------ | ------- | --------- |
| 1    | Ivan Santaromita   | LIQ     | 20h12'50" |
| 2    | Przemysław Niemiec | MIC     | a 1'43"   |
| 3    | José Serpa         | AND     | a 2'25"   |

## Evoluzione delle classifiche
| Tappa              | Vincitore          | Classifica generale Maglia rossa | Classifica a punti Maglia bianca | Classifica scalatori Maglia verde | Classifica giovani Maglia arancio | Classifica a squadre |
| ------------------ | ------------------ | -------------------------------- | -------------------------------- | --------------------------------- | --------------------------------- | -------------------- |
| 1ª-1ª              | Francesco Chicchi  | Francesco Chicchi                | Francesco Chicchi                | non assegnato                     | Marko Kump                        | Liquigas-Doimo       |
| 1ª-2ª              | Liquigas-Doimo     | Francesco Chicchi                | Francesco Chicchi                | non assegnato                     | Davide Cimolai                    | Liquigas-Doimo       |
| 2ª                 | José Serpa         | Oliver Zaugg                     | Francesco Chicchi                | Przemysław Niemiec                | Damiano Caruso                    | Liquigas-Doimo       |
| 3ª                 | Przemysław Niemiec | Ivan Santaromita                 | Przemysław Niemiec               | Przemysław Niemiec                | Damiano Caruso                    | Androni Giocattoli   |
| 4ª                 | Marko Kump         | Ivan Santaromita                 | Przemysław Niemiec               | Przemysław Niemiec                | Damiano Caruso                    | Androni Giocattoli   |
| 5ª                 | Bartosz Huzarski   | Ivan Santaromita                 | José Serpa                       | Przemysław Niemiec                | Damiano Caruso                    | Androni Giocattoli   |
| Classifiche finali | Classifiche finali | Ivan Santaromita                 | José Serpa                       | Przemysław Niemiec                | Damiano Caruso                    | Androni Giocattoli   |

## Classifiche finali

### Classifica generale
| Pos. | Corridore            | Squadra       | Tempo     |
| ---- | -------------------- | ------------- | --------- |
| 1    | Ivan Santaromita     | Liquigas      | 20h12'50" |
| 2    | Przemysław Niemiec   | Miche         | a 1'43"   |
| 3    | José Serpa           | Androni Gioc. | a 2'25"   |
| 4    | Leonardo Bertagnolli | Androni Gioc. | a 2'38"   |
| 5    | Riccardo Riccò       | Cer. Flaminia | a 2'44"   |
| 6    | Riccardo Chiarini    | De Rosa       | s.t.      |
| 7    | Damiano Caruso       | De Rosa       | a 2'52"   |
| 8    | Sergio Pardilla      | Carmiooro     | a 3'03"   |
| 9    | Jackson Rodríguez    | Androni Gioc. | a 3'05"   |
| 10   | Fortunato Baliani    | Miche         | a 3'18"   |

### Classifica a punti
| Pos. | Corridore          | Squadra       | Punti |
| ---- | ------------------ | ------------- | ----- |
| 1    | José Serpa         | Androni Gioc. | 18    |
| 2    | Przemysław Niemiec | Miche         | 15    |
| 3    | Riccardo Riccò     | Cer. Flaminia | 12    |
| 4    | Bartosz Huzarski   | ISD-Neri      | 10    |
| 5    | Fortunato Baliani  | Miche         | 10    |

### Classifica scalatori
| Pos. | Corridore          | Squadra       | Punti |
| ---- | ------------------ | ------------- | ----- |
| 1    | Przemysław Niemiec | Miche         | 16    |
| 2    | Fortunato Baliani  | Miche         | 12    |
| 3    | Stefano Borchi     | De Rosa       | 11    |
| 4    | Bartosz Huzarski   | ISD-Neri      | 10    |
| 5    | Riccardo Riccò     | Cer. Flaminia | 6     |

### Classifica giovani
| Pos. | Corridore             | Squadra       | Tempo     |
| ---- | --------------------- | ------------- | --------- |
| 1    | Damiano Caruso        | De Rosa       | 20h15'42" |
| 2    | Diego Ulissi          | Lampre        | a 9'56"   |
| 3    | José Cayet. Sarmiento | Acqua & Sap.  | a 11'40"  |
| 4    | Leopold König         | PSK Whirlpool | a 14'28"  |
| 5    | Simon Clarke          | ISD-Neri      | a 21'26"  |

### Classifica a squadre
| Pos. | Squadra              | Tempo     |
| ---- | -------------------- | --------- |
| 1    | Androni Giocattoli   | 60h09'06" |
| 2    | ISD-Neri             | a 8'05"   |
| 3    | De Rosa-Stac Plastic | a 13'50"  |
| 4    | Miche                | a 14'13"  |
| 5    | Liquigas-Doimo       | a 16'34"  |